# Gare de Kanazawa
Pour les articles homonymes, voir Kanazawa (homonymie).
La gare de Kanazawa (金沢駅, Kanazawa-eki) est la gare ferroviaire principale de la ville de Kanazawa, dans la préfecture d'Ishikawa au Japon.
Elle est exploitée par la West Japan Railway Company (JR West) et la compagnie privée IR Ishikawa Railway.

## Situation ferroviaire
La gare de Kanazawa est située au point kilométrique (PK) 345,5 de la ligne Shinkansen Hokuriku et au PK 47,4 de la ligne IR Ishikawa Railway (anciennement partie de la ligne principale Hokuriku). 

## Histoire
La gare de Kanazawa a été inaugurée le 1er avril 1898. Les bâtiments actuels ont été construits au début des années 2000, avec notamment la porte monumentale Tsuzumi-mon, dont les piliers évoquent des tsuzumi, des tambours japonais.
Depuis le 14 mars 2015, la gare est desservie par la ligne Shinkansen Hokuriku avec une liaison directe avec Tokyo. Le 16 mars 2024, la ligne Shinkansen Hokuriku est prolongée à Tsuruga, et la gare de Kanazawa perd ses trains classiques directs avec Osaka et Nagoya.

## Service des voyageurs

### Accueil
La gare dispose d'un bâtiment voyageurs, avec guichets ouverts tous les jours.

### Desserte
- Ligne IR Ishikawa Railway :
  - voies 1 à 5 : direction Komatsu et Fukui
  - voies 3 à 7 : direction Tsubata et Takaoka
- Ligne Nanao :
  - voies 3 à 7 : direction Hakui, Nanao et Wakuraonsen
- Ligne Shinkansen Hokuriku :
  - voies 11 et 12 : direction Toyama, Nagano et Tokyo
  - voies 13 et 14 : direction Tsuruga

### Intermodalité

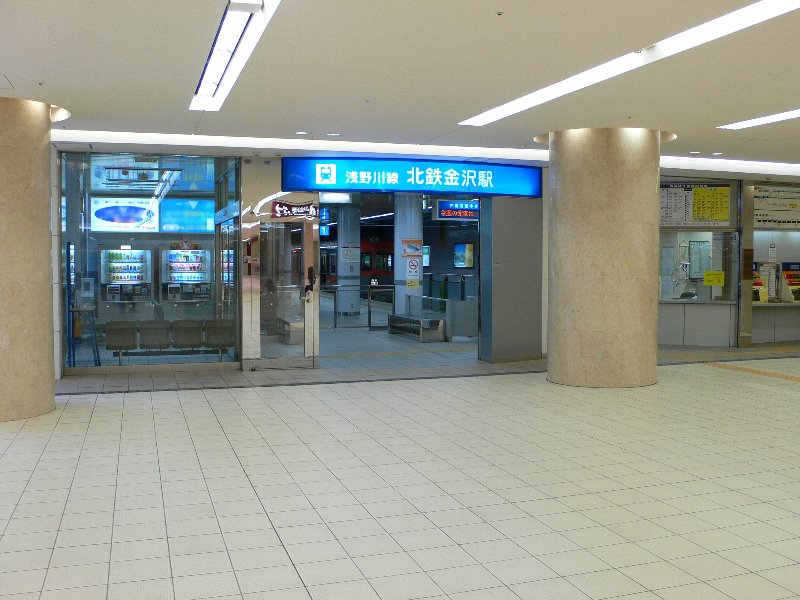
La gare de Hokutetsu Kanazawa

La gare de Hokutetsu-Kanazawa de la compagnie privée Hokuriku Railroad est située en sous-sol de la gare de Kanazawa. Elle marque le terminus de la ligne Asanogawa.

## Autour de la gare
- La salle de concert Ishikawa Ongakudō se trouve à proximité immédiate de la gare.
- Quelques hôtels comme Toyoko Inn se trouvent autour de la gare.